# Хаджи Халеф Омар
Хаджи Халеф Омар бен Хаджи Абул Аббас ибн Хаджи Давуд аль Госсара — литературный персонаж, появляющийся в различных приключенческих романах Карла Мая. После Виннету и Олд Шаттерхенда он является одним из самых известных персонажей произведений Карла Мая и появляется в основном в романах, действие которых происходит в Османской империи. В частности, Хаджи Халеф Омар играет важную роль в первых шести томах «Собрания путевых рассказов» Мая, так называемого «Восточного цикла».
Халеф является постоянным спутником Кара бен Немси (он же — Олд Шаттерхенд), от лица которого ведётся повествование, в его опасных путешествиях по Османской империи. Изначально просто храбрый слуга, Халеф по ходу повествования становится другом рассказчика. Параллельно с этим происходит и его социальное восхождение от простого бедуина до уважаемого члена племени и, наконец, до шейха большого племени Шаммар.
Перечень романов Мая о Халефе:
- Durch Wüste und Harem (1892)
- Durchs wilde Kurdistan (1892)
- Von Bagdad nach Stambul (1892)
- In den Schluchten des Balkan (1892)
- Durch das Land der Skipetaren (1892)
- Der Schut (1892)
- Eine Ghasuah (in Orangen und Datteln, 1893)
- Nûr es Semâ. — Himmelslicht (in Orangen und Datteln, 1893)
- Christi Blut und Gerechtigkeit (in Orangen und Datteln, 1893)
- Mater dolorosa (in Orangen und Datteln, 1893)
- Im Lande des Mahdi III (1896)
- Blutrache (in Auf fremden Pfaden, 1897)
- Der Kys-Kaptschiji (in Auf fremden Pfaden, 1897)
- Maria oder Fatima (in Auf fremden Pfaden, 1897)
- Im Reiche des silbernen Löwen I (1898)
- Die «Umm ed Dschamahl» (1898)
- Im Reiche des silbernen Löwen II (1898)
- Am Jenseits (1899)
- Im Reiche des silbernen Löwen III (1902)
- Im Reiche des silbernen Löwen IV (1903)
- Bei den Aussätzigen (1907)
- Abdahn Effendi (1908)
- Merhameh (1909)
- Ardistan und Dschinnistan I (1909)
- Ardistan und Dschinnistan II (1909)

Кроме того, немецкая диско-группа Dschinghis Khan в 1979 году выпустила песню под названием «Hadschi Halef Omar», которая вошла в альбом 1980 года «Rom».